# Ean Evans
 Ean Evans  (Atlanta, 16 de setembro de 1960 - 6 de maio de 2009) foi baixista da banda de Southern rock Lynyrd Skynyrd. Ele entrou na banda em 2001 após a morte de Leon Wilkeson.
Evans nasceu e cresceu em Atlanta, Geórgia. Ean Evans era casado com sua esposa Eva, juntos eles têm duas filhas chamado Sydney e Andrea. Elas residem atualmente no Mississippi.
Ele começou na música com apenas cinco anos de idade, tocando trompete no fundo de uma orquestra até seus dez anos. Começou com o violão aos quinze, e logo ele estava tocando covers no  Southeastern Rock Circuit .
Poucos anos depois, ele mudou para o baixo. Na década de 80 tocou baixo em uma banda de rock, a Miles High Five. Ele estudou os estilos e técnicas de John Paul Jones (Led Zeppelin), Geddy Lee (Rush) e Leon Wilkeson (Lynyrd Skynyrd).
Acompanhado por seu empresário Jay Jay French (Twisted Sister), Ean Evans formou sua primeira banda, que se chamava Cupid's Arrow. A banda tornou-se bastante popular nos arredores de Atlanta. Após a composição e gravação de mais de 50 canções, Ean se tornou um estúdio musical o tempo todo.
Foi durante este tempo, ele foi chamado para entrar para os Outlaws, pelo líder Hughie Thomasson, que lhe mostrou a experiência de uma turnê mundial.
A turnê com os Outlaws parou quando Hughie Thomasson foi chamado para participar Lynyrd Skynyrd.
Ean então formou sua banda "NOON" em que ele era guitarrista, baixista, e também o principal compositor e vocalista.
Devido à morte de Leon Wilkeson, baixista do Lynyrd Skynyrd, Ean foi convidado para continuar o trabalho de Leon nos Skynyrd.
Ingressou na atual formação do Lynyrd Skynyrd, em 11 de agosto de 2001, em Las Vegas, Nevada, substituindo Wilkeson, começando um novo capítulo de sua vida e da vida dos Skynyrd.
No final de 2008, foi diagnosticado câncer em Ean Evans. Lynyrd Skynyrd continuou a sua turnê em 2009 com um substituto provisório para o cargo de Ean, e o vocalista da banda, Johnny Van Zant pediu orações para Evans durante os shows dos Skynyrd.
Evans morreu no dia 6 de maio de 2009, após uma longa batalha contra um câncer. Evans deixa sua banda Lynyrd Skynyrd, sua esposa e duas filhas. O Lynyrd Skynyrd prosseguiu sua turnê mundial com um baixista substituto.